# Kolovrat, Zagorje ob Savi
Kolovrát je naselje v Občini Zagorje ob Savi.